# Gastrancistrus lativentris
Gastrancistrus lativentris är en stekelart som beskrevs av Graham 1969. Gastrancistrus lativentris ingår i släktet Gastrancistrus och familjen puppglanssteklar.
Artens utbredningsområde är Sverige. Arten är reproducerande i Sverige. Inga underarter finns listade i Catalogue of Life.